# ランドヨット

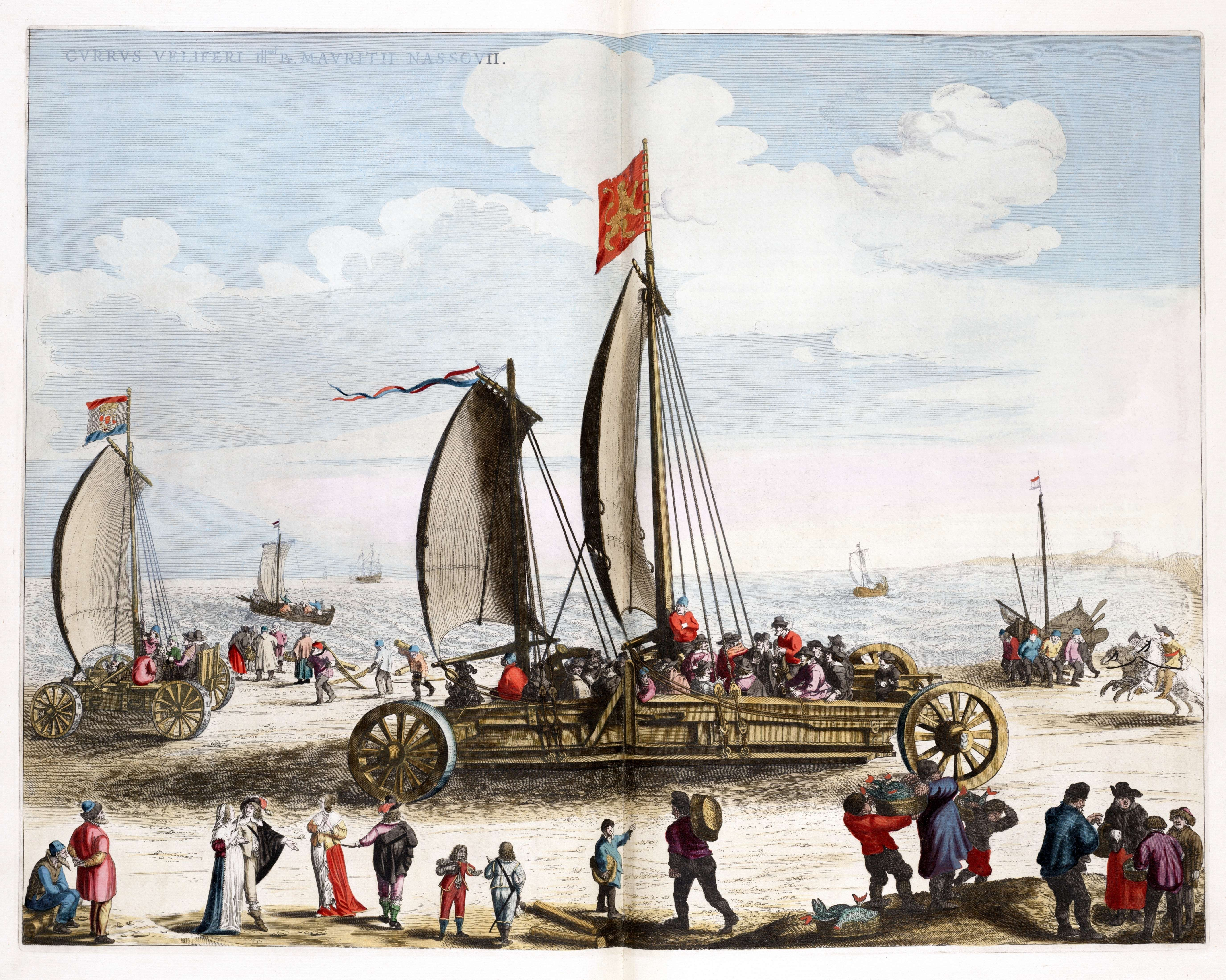
16世紀にシモン・ステヴィンが考案したランドヨット

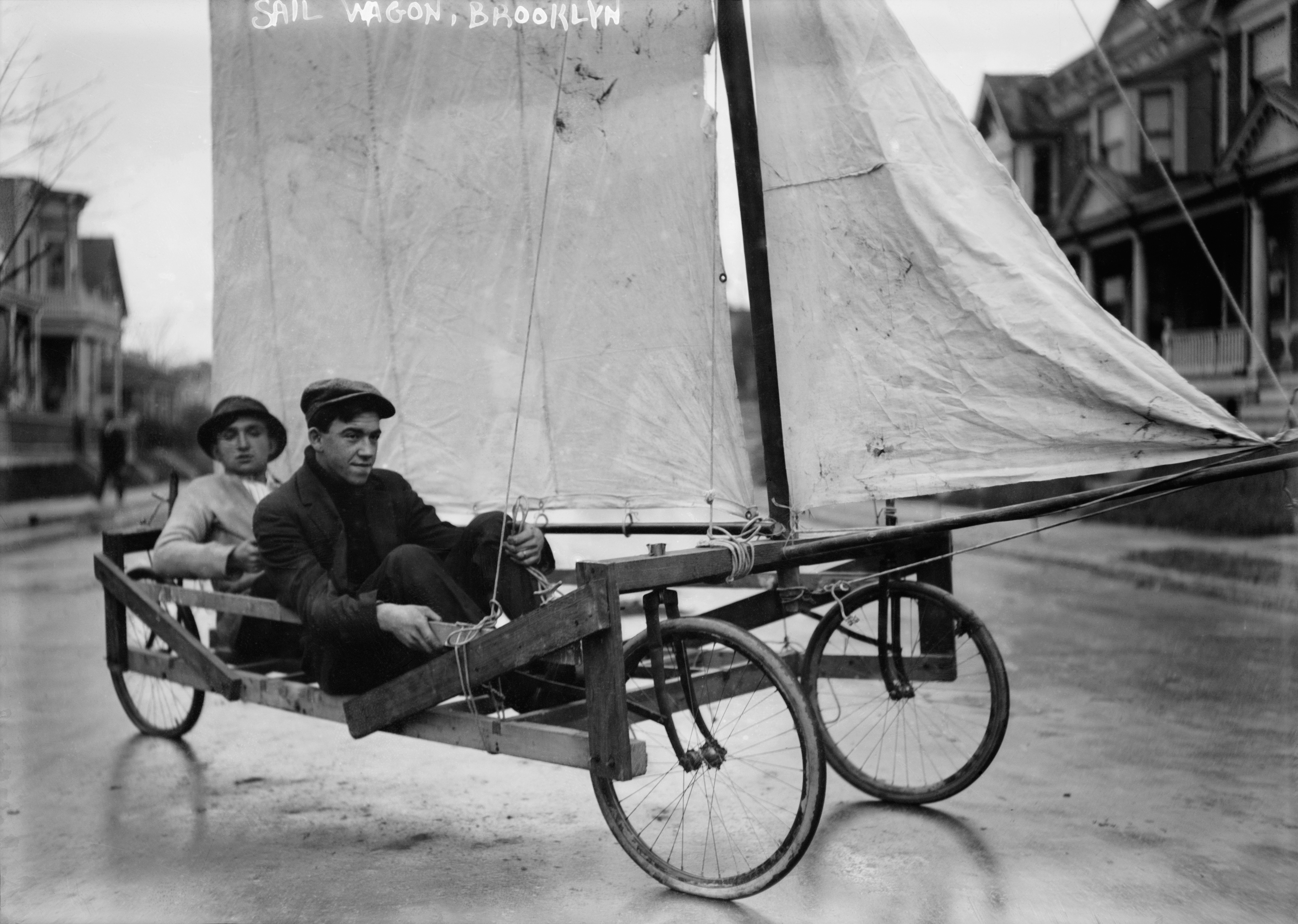
20世紀初期ニューヨーク・ブルックリンでのランドヨット

ランドヨット（Land Yacht）とは車輪の付いた車体にマストと帆を設置し、風を帆に受けて陸上を移動する乗り物である。

## 概要
砂漠や氷上における移動輸送手段として開発された。最高速度は水上のヨットより速く、時速203kmの記録がある。車輪の代わりに橇を用いるものはアイスヨットと呼ばれ時速230kmを出した記録がある。

## 歴史
古くは6世紀の中国に遡る。近代のものは16世紀にオラニエ公が作らせた娯楽用のものが最初である。ヨーロッパでは馬車の安価な代替手段として帆をつけた大型の荷車が舗装道路で利用されていた時期がある。アメリカでは塩湖での輸送手段として利用されていた。
現在では主に遊戯用や競技用である。